# Mitoyo
Mitoyo (jap. 三豊市 Mitoyo-shi) – miasto w Japonii, w prefekturze Kagawa, na wyspie Sikoku.
Miasto zostało założone 1 stycznia 2006 roku przez połączenie siedmiu miasteczek z powiatu Mitoyo: Mino, Nio, Saita, Takase, Takuma, Toyonaka oraz Yamamoto.

## Populacja
Zmiany w populacji Mitoyo w latach 1970–2015:
| Rok  | Populacja |
| ---- | --------- |
| 1970 | 75 210    |
| 1975 | 76 726    |
| 1980 | 77 939    |
| 1985 | 78 282    |
| 1990 | 77 284    |
| 1995 | 75 845    |
| 2000 | 73 494    |
| 2005 | 71 180    |
| 2010 | 68 512    |
| 2015 | 65 566    |

## Galeria

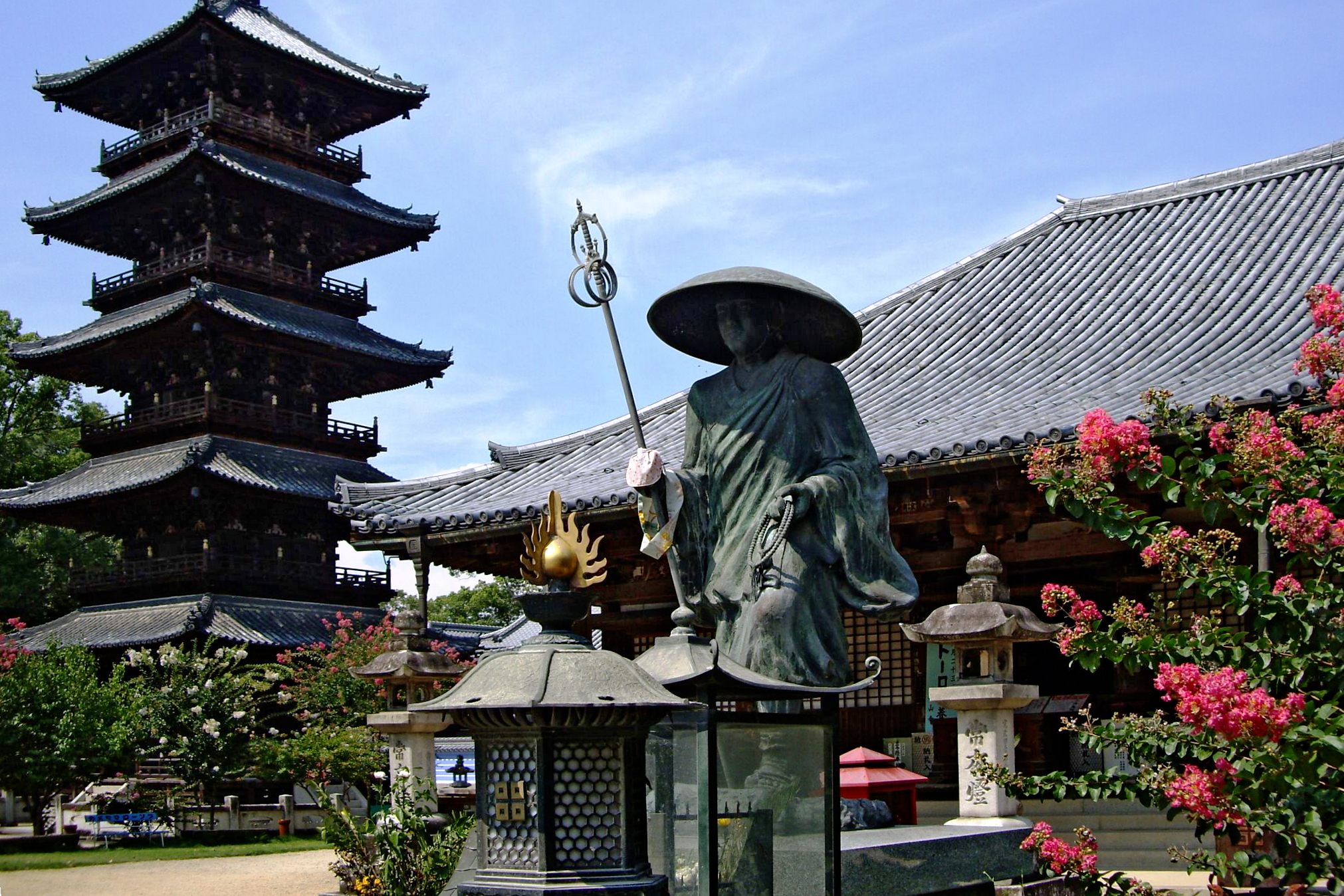
Pawilon Główny Motoyama-ji
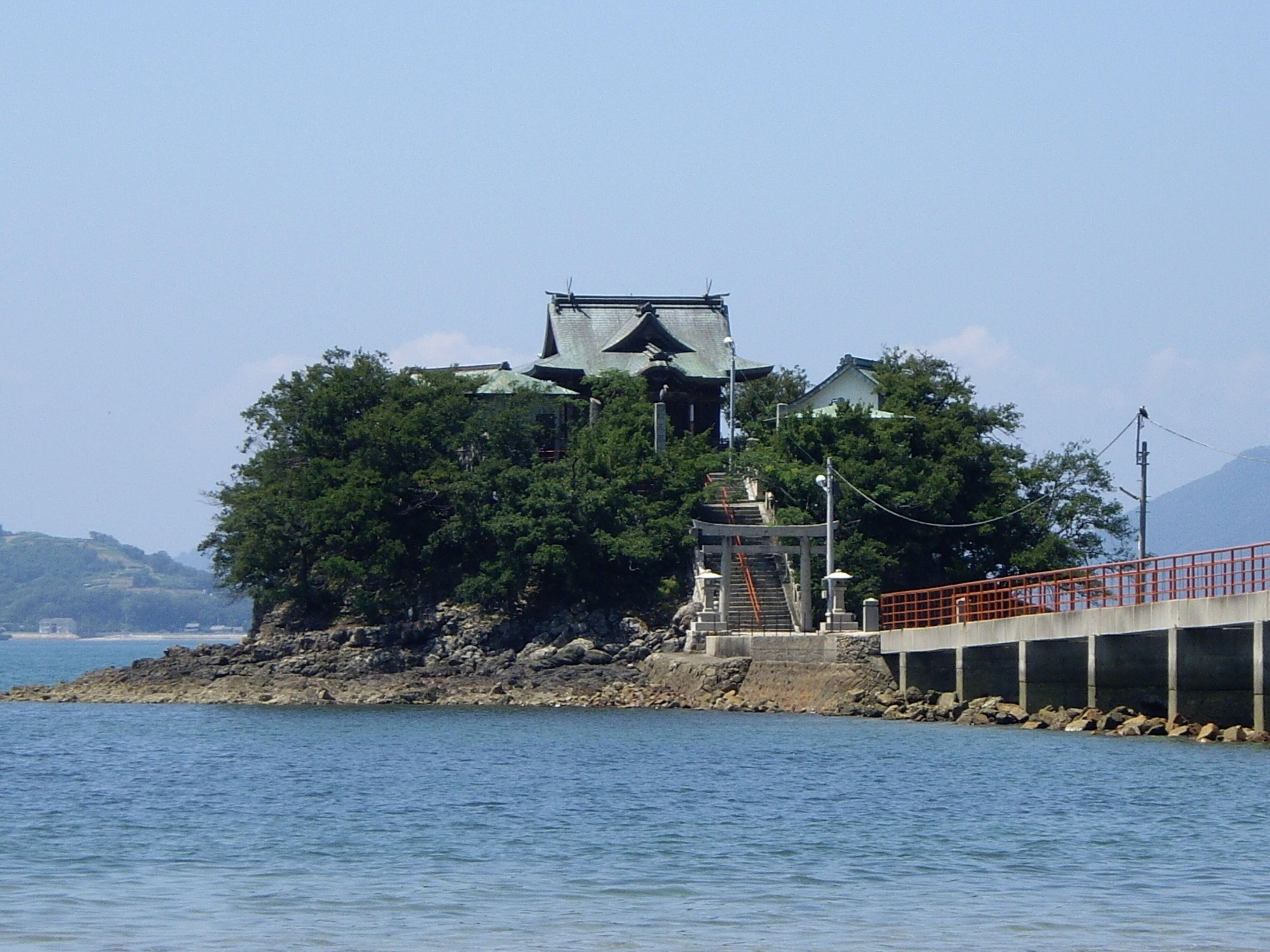
Chram Tsushima-jinja
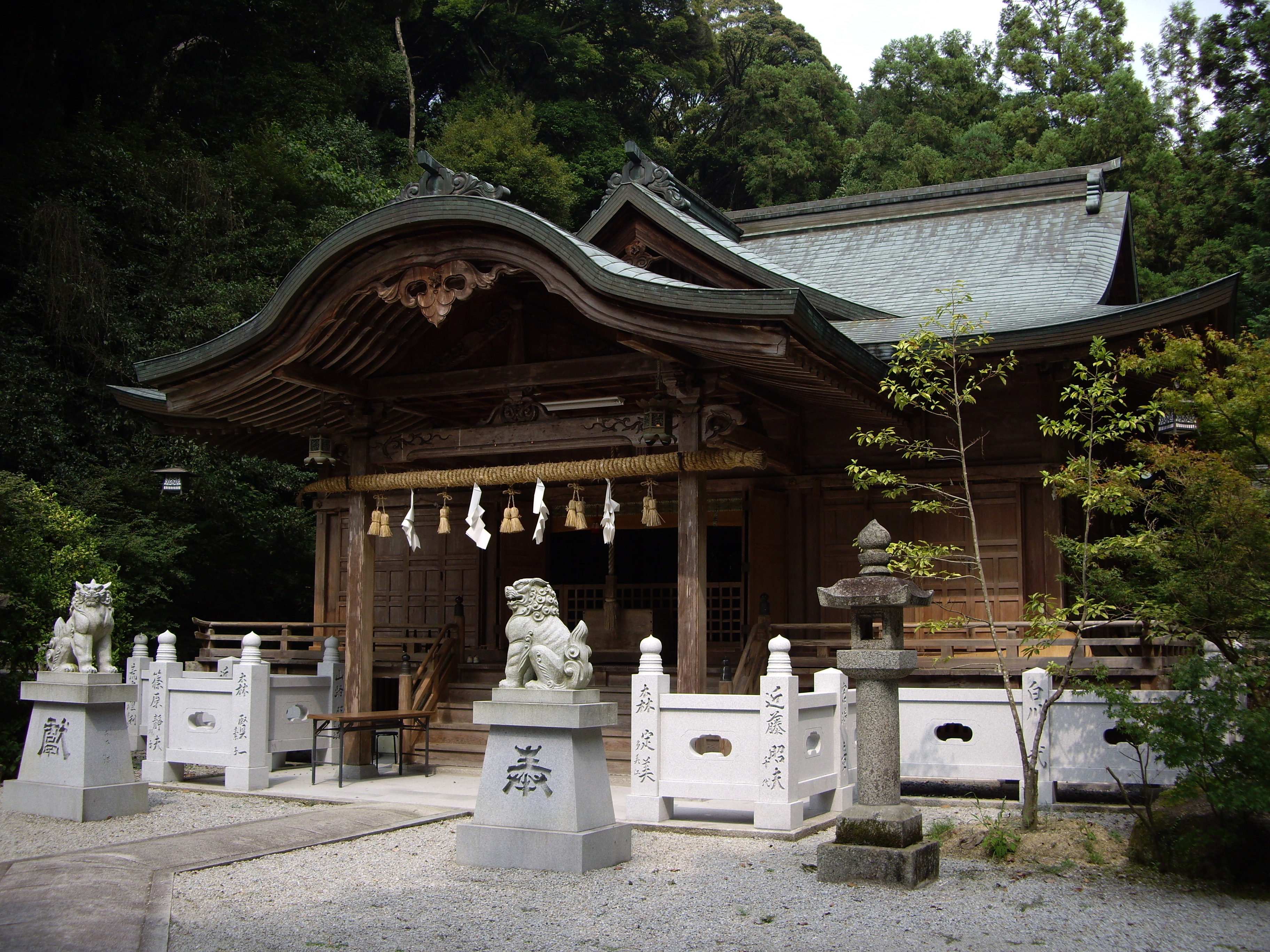
Chram Ōminakami-jinja
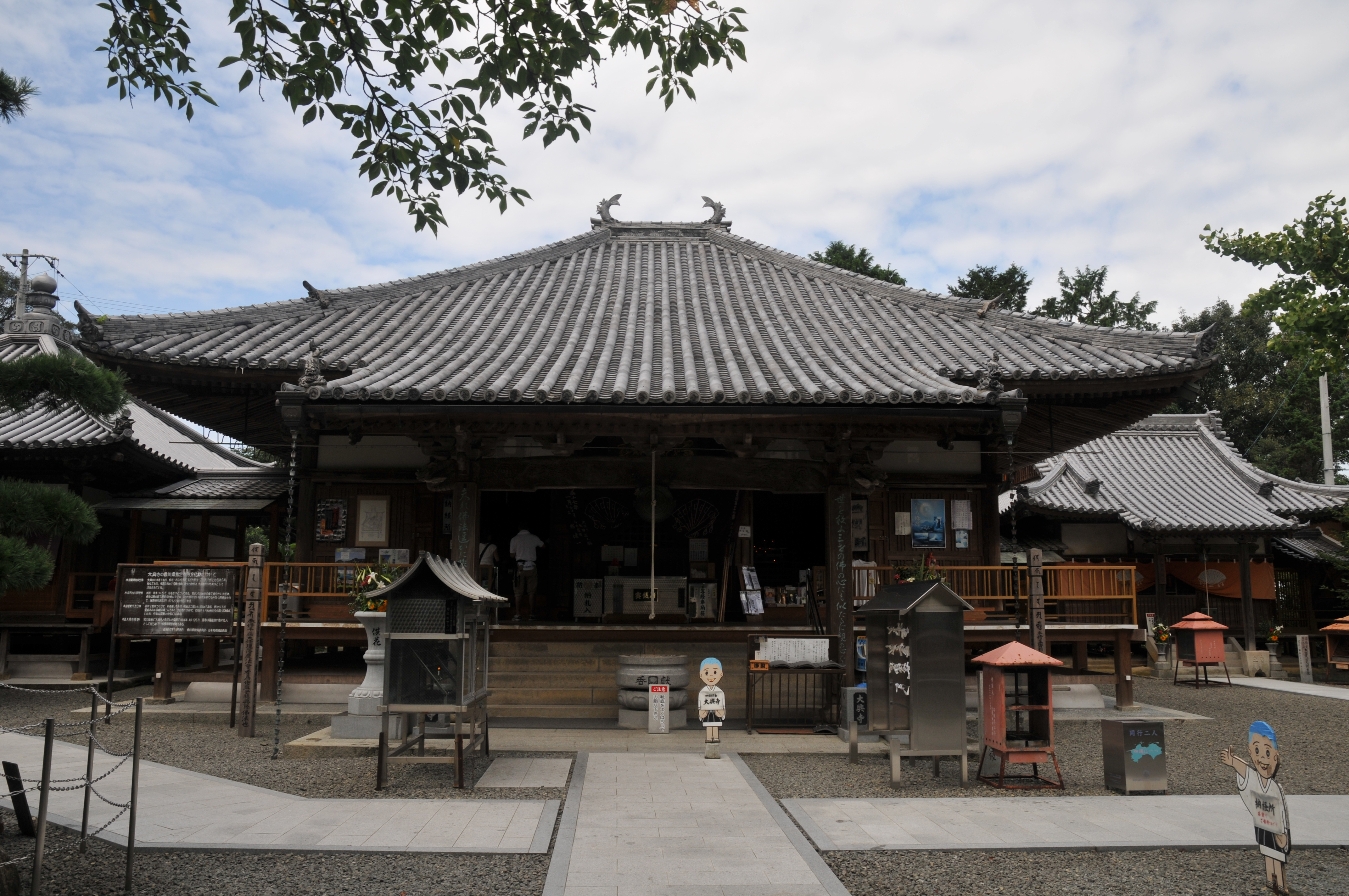
Świątynia Daikō-ji

## Miasta partnerskie
- Waupaca